# 木城町
木城町（きじょうちょう）は、宮崎県の中央部にある町。児湯郡に属する。

## 地理

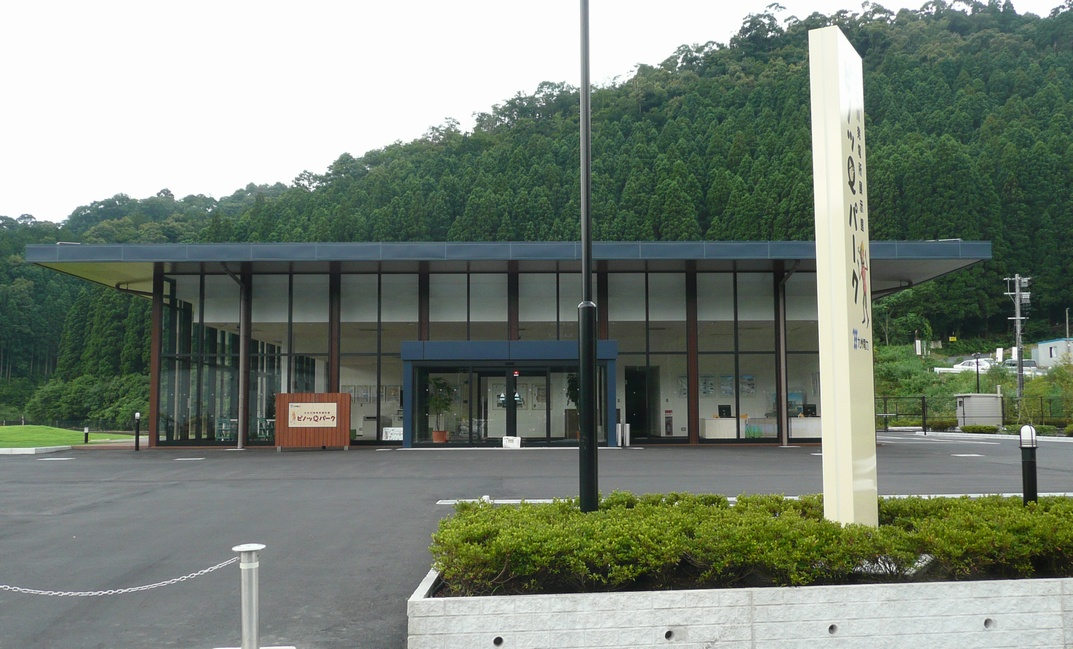
ピノッQパーク（小丸川発電所)

宮崎県の中東部、日向灘寄りに位置するが、日向灘には面していない内陸の町である。町の中央部を南北に小丸川が流れ、複数の発電用ダムが建設されている。
- 山：尾鈴山
- 川：小丸川
- ダム：浜口ダム・松尾ダム・石河内ダム・大瀬内ダム・かなすみダム

### 隣接市町村
- 西都市
- 日向市
- 児湯郡：川南町・高鍋町・都農町
- 東臼杵郡：美郷町

### 地名
- 石河内
- 川原
- 椎木
- 高城
- 中之又(旧東米良村。1962年編入)

## 歴史

### 戦国時代
島津家の一族である新納氏は、南北朝時代に島津時久が当時の地名である新納院の地頭となってこの地に高城城を築いたことにちなんで称したものである。以後は高城をめぐって激しい戦いが繰り広げられた。高城の支配は畠山氏、伊東氏、島津氏、秋月氏と入れ替わり、一国一城令で廃城となった。新納院は江戸時代にはそのまま高鍋藩の領地として踏襲されている。
- 天正6年（1578年）7月・9月- 石城合戦
- 天正6年（1578年）11月- 耳川の戦い
- 天正15年（1587年）- 根白坂の戦い

### 近現代
- 1889年（明治22年）5月1日 - 町村制施行により、児湯郡木城村が発足。村名は椎木村と高城村の合併により生まれた合成地名。
- 1962年（昭和37年）4月1日 - 東米良村の中之又地区を編入。
- 1973年（昭和48年）4月1日 - 町制施行。木城町となる。
- 1978年（昭和53年）5月 - 町の花と町の鳥を制定する。
- 1996年（平成8年）3月 - 木城えほんの郷を開設。
- 2004年（平成16年）4月 - 町内全域を対象としたFTTHによるインターネットサービスを開始。

## 町政
- 町長：半渡英俊
- 前町長：田口晃史（2003年4月28日就任、3期）

## 国政・県政

### 国政
衆議院小選挙区選挙では宮崎2区（延岡・日向・西都・児湯郡・西臼杵郡・東臼杵郡）に属する。近年選出の議員は以下のとおり。
- 2017年10月（第48回衆議院議員総選挙）
  - 江藤拓（自民）

### 宮崎県議会
本町と都農町、川南町、新富町、高鍋町で選挙区（西米良村を除く児湯郡）をなす。定数は3人。近年選出の議員は以下のとおり。
- 2007年4月
  - 坂口博美（自民）
  - 図師博規（無所属）
  - 松村悟郎（自民）

## 経済

### 産業
- 主な産業
- 産業人口

### 主な企業
- 宮崎キヤノン株式会社
- 九州電力小丸川発電所

## 地域

### 人口
| |                                        |  |
| 木城町と全国の年齢別人口分布（2005年） | 木城町の年齢・男女別人口分布（2005年） |  |
| ■紫色 ― 木城町 ■緑色 ― 日本全国 | ■青色 ― 男性 ■赤色 ― 女性              |  |
| 木城町（に相当する地域）の人口の推移 \| 1970年（昭和45年） \| 6,031人 \| \| \| 1975年（昭和50年） \| 5,575人 \| \| \| 1980年（昭和55年） \| 5,857人 \| \| \| 1985年（昭和60年） \| 6,101人 \| \| \| 1990年（平成2年） \| 5,871人 \| \| \| 1995年（平成7年） \| 5,727人 \| \| \| 2000年（平成12年） \| 5,759人 \| \| \| 2005年（平成17年） \| 5,531人 \| \| \| 2010年（平成22年） \| 5,177人 \| \| \| 2015年（平成27年） \| 5,231人 \| \| \| 2020年（令和2年） \| 4,895人 \| \| |                                        |  |
| 総務省統計局 国勢調査より |                                        |  |
| 1970年（昭和45年） | 6,031人                                |  |
| 1975年（昭和50年） | 5,575人                                |  |
| 1980年（昭和55年） | 5,857人                                |  |
| 1985年（昭和60年） | 6,101人                                |  |
| 1990年（平成2年） | 5,871人                                |  |
| 1995年（平成7年） | 5,727人                                |  |
| 2000年（平成12年） | 5,759人                                |  |
| 2005年（平成17年） | 5,531人                                |  |
| 2010年（平成22年） | 5,177人                                |  |
| 2015年（平成27年） | 5,231人                                |  |
| 2020年（令和2年） | 4,895人                                |  |

### 学校
- 木城町立みどりの杜木城学園 - 2023年度に木城小学校と木城中学校を統合し義務教育学校に移行。

## 交通
当町には空港・鉄道ともになく、公共交通機関は路線バスのみである。
- 最寄り空港は宮崎空港であるが、空港と町内を直接結ぶ公共交通機関はない。
- 最寄り鉄道駅は高鍋駅（特急停車駅）。大正末期から昭和初期にかけて、高鍋駅から当町を結ぶ高鍋鉄道の計画があったが、実現せずに終わった。このため当町には過去にも鉄道が存在した時期はない。

### バス路線
- 宮崎交通 - 宮崎市と木城町中心部を宮崎市旧佐土原町域、新富町、高鍋町経由で結ぶ。
  - 宮交シティ - 神宮駅前 - 新名爪 - 佐土原総合支所前 - 三納代（新富町） - 高鍋駅前 - 高鍋バスセンター - 木城温泉館湯らら
- 木城町営バス - 中原線・岩戸線・石河内線の3路線があり、宮崎交通バスの通っていない地域と町中心部を結ぶ。

### 道路
町内に高速道路、一般国道は通っていない。
最寄りインターチェンジは、高鍋町にある高鍋インターチェンジ（東九州自動車道）。当町との町境に近い場所に立地しており当町の中心部から約3km程度の距離である。
県道（主要地方道のみ）
- 宮崎県道19号石河内木城高鍋線
- 宮崎県道22号東郷西都線
- 宮崎県道40号都農綾線

## 名所・旧跡・観光スポット・祭事・催事
- 木城えほんの郷
- 木城温泉館 湯らら
- 祇園滝
- 石井十次資料館
- 石井記念友愛社

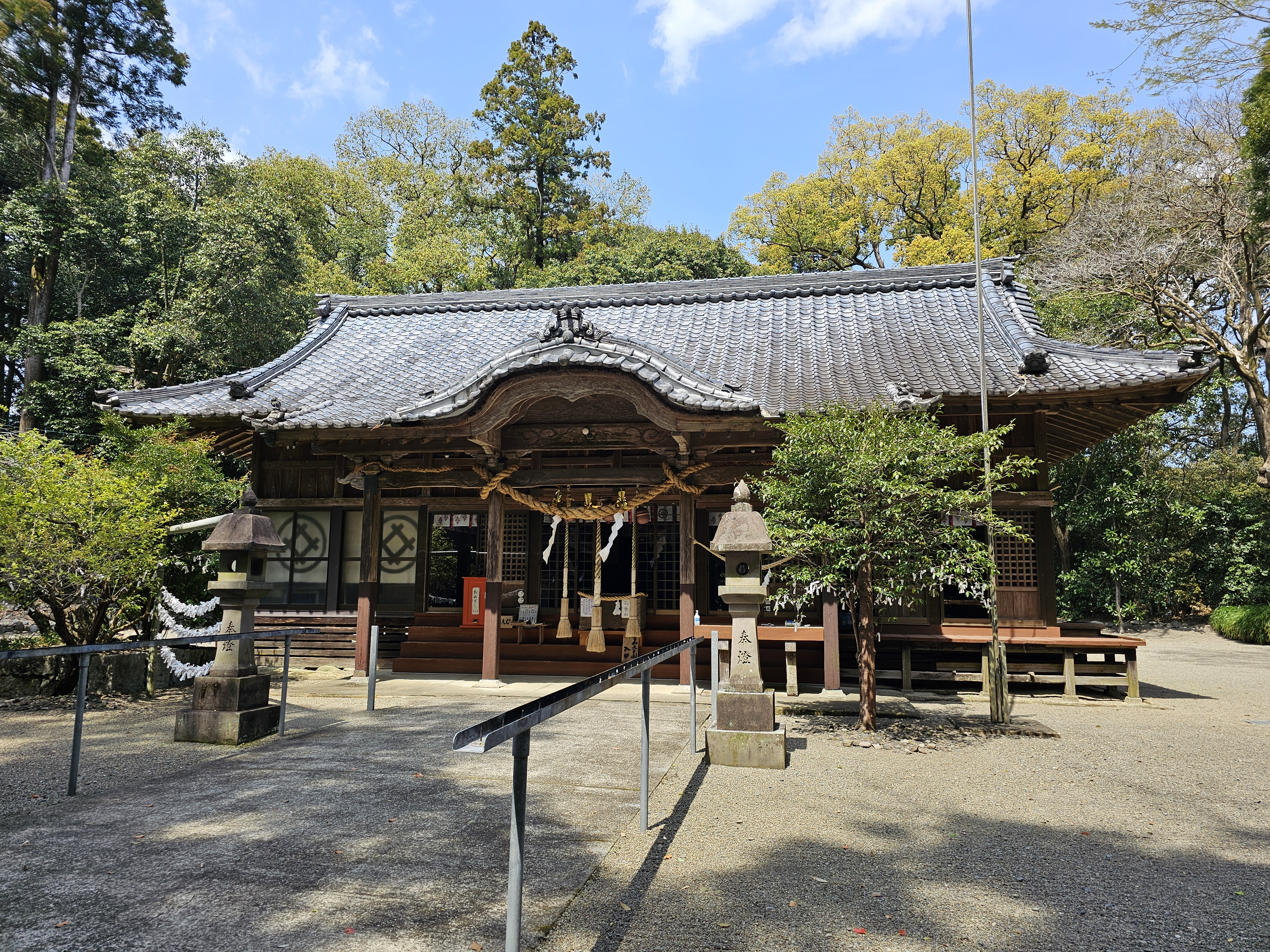
比木神社

- 比木神社 - 百済から亡命したとされる福智王を祀る。江戸時代には秋月家（高鍋藩主）の崇敬を受けた。旧暦12月には神門神社（美郷町南郷神門）への神幸、神門神幸祭（師走走り）が行われる[1]。
- 高城城跡（城山公園）-町指定史跡[2]
- 新納石城跡
- 日向新しき村（新納石城跡にある）

## 木城町出身の著名人
- 図師博規 - 宮崎県議会議員。「愛みやざき」所属。

## 木城町にゆかりのある人物
- 武者小路実篤 - 小説家。石河内に日向新しき村を開村した。
- 石井十次 - 慈善事業家。「児童福祉の父」と言われる。